# Pinstripe Bowl 2014
Match précédent Match suivant
Le Pinstripe Bowl 2014 est la 5e édition du Pinstripe Bowl, match annuel d'après saison régulière de football américain de niveau universitaire se déroulant depuis 2010 dans le quartier du Bronx à New York au Yankee Stadium.
Le match se déroule le 27 décembre 2014. Il est retransmis par ESPN et son pay-out est de  2 000 000 US$ par équipe.
Le match est sponsorisé par New Era Cap Company et est donc officiellement dénommé le New Era Pinstripe Bowl.

## Présentation du match
Le match met en présence les Nittany Lions de Penn State issus de la Big Ten Conference et les Eagles de Boston College issus de l'Atlantic Coast Conference.
Il s'agit de la 24e rencontre entre ces deux équipes et les Nittany Lions en ont gagné 19 contre 4 aux Eagles, même si ces derniers ont gagné les 3 dernières rencontres, la dernière ayant été jouée en 2004,,,,
.
La saison 2014 de Penn State commence en Irlande par une victoire lors du Croke Park Classic contre Central Florida. Par la suite, ils gagnent également leurs matchs hors conférence lors de leurs 2e, 4e et 10e matchs de la saison. Le 8 septembre 2014, suivant une recommandation de George Mitchell, la NCAA décide de suspendre les sanctions décidées envers l'Université relatives au scandale Jerry Sandusky concernant des faits d'abus sexuel envers des mineurs. L'équipe de Penn State peut donc entrer en ligne de compte pour l'obtention d'un bowl si au terme de la saison elle est éligible. Lors de ses matchs de conférence, l'équipe a moins de succès ne gagnant que 2 de ses 8 rencontres affichant 6 défaites consécutives à partir du 27 septembre jusqu'au 1er novembre.
Boston College affiche un bilan de 4 victoires et autant de défaites lors de ses matchs de conférence mais grâce aux matchs hors conférence, ils deviennent éligibles affichant un bilan global de 7 victoires pour 5 défaites.

## Résumé du match
| ÉVOLUTION DU SCORE du PINSTRIPE BOWL 2014, |                              |                              |                              |                              |                              | |       |       |
| QT                                         | Temps                        | Drive                        | Drive                        | Drive                        | Équipe                       | Description de l'action | Score | Score |
|                                            |                              | Jeux                         | Yards                        | TDP                          |                              | | BOS   | PEN   |
| 1                                          | 05:22                        | 3                            | 70                           | 01:01                        | PEN                          | TD de 72 yards par WR Chris Godwin à la suite de la réception d'une passe de QB Christian Hackenberg + 1 pt de conversion de kicker Sam Ficken | 0     | 7     |
| 1                                          | 04:39                        | 2                            | 20                           | 00:43                        | BOS                          | TD de 49 yards par RB Jon Hilliman à la course + 1 pt de conversion de kicker Mike Knoll                                                       | 7     | 7     |
| 3                                          | 08:07                        | 11                           | 60                           | 06:53                        | BOS                          | TD de 19 yards par WR Shakim Phillips à la suite de la réception d'une passe de QB Tyler Murphy + 1 pt de conversion de kicker Knoll           | 14    | 7     |
| 3                                          | 02:12                        | 4                            | 63                           | 01:58                        | BOS                          | TD à la course de 40 yards par QB Tyles Murphy + 1 pt de conversion de kicker Knoll                                                            | 21    | 7     |
| 3                                          | 00:00                        | 6                            | 63                           | 02:12                        | PEN                          | TD de 7 yards par WR Geno Lewis 7 yards à la suite de la réception d'une passe de QB Hackenberg + 1 pt de conversion de kicker Ficken          | 21    | 14    |
| 4                                          | 06:48                        | 6                            | 55                           | 01:44                        | PEN                          | TD de 16 yards par WR DaeSean Hamilton à la suite de la réception d'une passe de QB Hackenberg + 1 pt de conversion de kicker Ficken           | 21    | 21    |
| 4                                          | 02:10                        | 11                           | 69                           | 04:38                        | BOS                          | FG de 20 yards par kicker Knoll | 24    | 21    |
| 4                                          | 00:20                        | 8                            | 49                           | 01:50                        | PEN                          | FG de 45 yards par kicker Ficken | 24    | 24    |
| ET                                         | -                            | 3                            | 25                           | -                            | BOS                          | TD de 21 yards par WR David Dudeck à la suite de la réception d'une passe de QB Murphy mais le pt de conversion par kicker Knoll échous        | 30    | 24    |
| ET                                         | -                            | 6                            | 25                           | -                            | PEN                          | TD de 10 yards par TE Kyle Carter à la suite de la réception d'une passe de QB Hackenberg + 1 pt de conversion de kicker Ficken                | 30    | 31    |
| "TDP" = temps de possession.               | "TDP" = temps de possession. | "TDP" = temps de possession. | "TDP" = temps de possession. | "TDP" = temps de possession. | "TDP" = temps de possession. | "TDP" = temps de possession. | 30    | 31    |

| Statistiques par Équipes,              |              |             |
| Statistiques                           | BOS          | PEN         |
| 1er downs                              | 16           | 25          |
| Conversion de 3e Down                  | 5/16         | 9/17        |
| Conversion de 4e Down                  | 2/3          | 0/0         |
| Total de yards                         | 382          | 453         |
| Yards à la course                      | 285          | 82          |
| Yards à la passe                       | 97           | 371         |
| Passes : Réussies-Tentées-Interceptées | 11/20 - 0    | 34/50 - 0   |
| TD                                     | 4            | 4           |
| Field Goals                            | 1            | 1           |
| Sacks (Nombre-Yards perdus)            | 2 (14 yards) | 1 (6 yards) |
| Fumbles (Nombre/Perdus)                | 0            | 2           |
| Pénalités (Nombre/Yards perdus)        | 8/70 yard    | 10/60 yards |
| Temps de possession                    | 32:19        | 27:41       |

| Meilleur Joueur (MVP) | Meilleur Joueur (MVP) | Meilleur Joueur (MVP) |
| --------------------- | --------------------- | --------------------- |
| Nom                   | Équipe                | Poste                 |
| Christian Hackenberg  | Penn State            | QB                    |

| Statistiques Individuelles, |                      |                             |
| Quaterbacks                 |                      |                             |
| BOS                         | Tyler Murphy         | 11/19, 97 yards, 2 TDs      |
| PEN                         | Christian Hackenberg | 34/50, 371 yards, 4TDs      |
| Meilleurs coureurs          |                      |                             |
| BOS                         | Jon Hilliman         | 25 courses, 148 yards, 1 TD |
| PEN                         | Akeel Lynch          | 17 courses, 75 yards        |
| Meilleurs receveurs         |                      |                             |
| BOS                         | Shakim Phillips      | 3 réc., 40 yards, 1 TD      |
| PEN                         | Chris Godwin         | 7 réc., 140 yds, 1 TD       |
| Meilleurs takleurs          |                      |                             |
| BOS                         | Asprilla, M          | 8 tackles, 1 assiste        |
| PEN                         | Wartman, Nyeem       | 5 tackles, 6 assistes       |